# Список полных кавалеров ордена Трудовой Славы/Ч
В настоящем списке представлены в алфавитном порядке полные кавалеры ордена Трудовой Славы, чьи фамилии начинаются с буквы «Ч». Список содержит информацию о датах Указов о присвоении звания, профессии награждённых, дате рождения и дате смерти. В настоящее время список не является завершённым и нуждается в дополнениях и уточнениях.
| №  | Фамилия, имя, отчество       | Даты жизни              | Профессия | Дата Указа и номер ордена                                                 | ГС       |
| -- | ---------------------------- | ----------------------- | --- | ------------------------------------------------------------------------- | -------- |
| 1  | Чабанюк, Антон Степанович    | род. 10.11.1935         | Бригадир Минераловодской дистанции пути Северо-Кавказской железной дороги, Ставропольский край | 3 ст. 21.04.1975 № 39060 2 ст. 02.04.1981 № 5538 1 ст. 03.07.1986 № 397   | [ ГС 1 ] |
| 2  | Чайников, Виталий Васильевич | род. 27.11.1942         | Вальцовщик Кемеровского научно-производственного объединения «Карболит» Министерства химической промышленности СССР                                                                                               | 3 ст. 24.04.1975 № 83081 2 ст. 06.04.1981 № 8576 1 ст. 03.06.1986 № 293   | [ ГС 2 ] |
| 3  | Чебаненко, Анна Захаровна    | род. 1938               | Звеньевая совхоза, Молдавская ССР | 3 ст. 14.02.1975 № 7334 2 ст. 05.03.1980 № 3366 1 ст. 07.07.1986 № 421    |          |
| 4  | Чепелев, Андрей Михайлович   | 12.11.1948 — 17.08.2021 | Токарь-карусельщик производственного объединения «Челябинский тракторный завод имени В. И. Ленина» Министерства тракторного и сельскохозяйственного машиностроения СССР                                           | 3 ст. 04.05.1975 № 99621 2 ст. 10.03.1981 № 5325 1 ст. 15.03.1985 № 112   | [ ГС 3 ] |
| 5  | Чепов, Виктор Антонович      | род. 1939               | Электросварщик мостоотряда № 26 мостостроительного треста № 8 Министерства транспортного строительства СССР, Хабаровский край                                                                                     | 3 ст. 16.01.1976 № 169779 2 ст. 29.04.1985 № 35726 1 ст. 10.08.1990 № 741 |          |
| 6  | Черкесова, Марьят Инусовна   | 22.05.1944 — 24.04.2021 | Звеньевая мясо-молочного совхоза «Хабезский» Хабезского района Карачаево-Черкесской автономной области | 3 ст. 23.12.1976 № 167246 2 ст. 06.06.1984 № 20459 1 ст. 23.08.1990 № 777 | [ ГС 4 ] |
| 7  | Чернюк, Михаил Устинович     | род. 29.03.1947         | Забойщик шахты имени Н. А. Изотова производственного объединения «Артёмуголь» Министерства угольной промышленности Украинской ССР, Донецкая область                                                               | 3 ст. 02.03.1981 № 480658 2 ст. 29.04.1986 № 42832 1 ст. 03.12.1991 № 958 |          |
| 8  | Черняков, Иван Павлович      | род. 1939               | Боцман Находкинской базы активного морского рыболовства Министерства рыбного хозяйства СССР, Приморский край | 3 ст. 04.05.1975 № 37214 2 ст. 17.03.1981 № 9619 1 ст. 04.07.1986 № 391   |          |
| 9  | Четвериков, Иван Николаевич  | род. 16.01.1946         | Бригадир токарей механосборочного цеха Ждановского завода технологического оборудования медицинской промышленности Министерства медицинской и микробиологической промышленности СССР, Донецкая область            | 3 ст. 11.03.1976 № 160975 2 ст. 31.03.1981 № 14328 1 ст. 03.06.1986 № 308 |          |
| 10 | Чижик, Вера Ивановна         | род. 29.04.1949         | Доярка племзавода «Мирный» Варвинского района Черниговской области | 3 ст. 06.03.1981 № 488329 2 ст. 07.07.1986 № 40740 1 ст. 14.08.1991 № 935 |          |
| 11 | Чистов, Владимир Николаевич  | род. 1933               | Мастер сборочного цеха Тульского государственного научно-исследовательского института точного машиностроения Министерства оборонной промышленности СССР                                                           | 3 ст. 25.04.1975 № 71685 2 ст. 17.10.1985 № 4988 1 ст. 02.01.1991 № 863   |          |
| 12 | Чорновол, Андрей Иванович    | 27.11.1930 — 03.11.2003 | Механизатор колхоза «Россия» Новоукраинского района Кировоградской области | 3 ст. 14.02.1975 № 16578 2 ст. 12.04.1979 № 3583 1 ст. 07.07.1986 № 438   |          |
| 13 | Чугай, Владимир Филиппович   | род. 18.01.1945         | Рабочий предприятия Министерства приборостроения, средств автоматизации и систем управления СССР, гор. Киев | 3 ст. 24.04.1975 № 31167 2 ст. 31.03.1981 № 15656 1 ст. 10.06.1986 № 359  |          |
| 14 | Чудинов, Кузьма Николаевич   | 28.11.1933 — 22.03.2013 | Фрезеровщик Челябинского станкостроительного завода имени Серго Орджоникидзе Министерства машиностроения СССР | 3 ст. 25.04.1975 № 67845 2 ст. 10.03.1981 № 6162 1 ст. 13.05.1985 № 129   | [ ГС 5 ] |
| 15 | Чулевич, Степан Емельянович  | род. 1934               | Водитель автомобиля управления механизации № 22 треста «Укрзападнефтегазстрой» Министерства строительства предприятий нефтяной и газовой промышленности СССР, Тернопольская область                               | 3 ст. 27.06.1979 № 401992 2 ст. 06.10.1983 № 14805 1 ст. 14.11.1989 № 679 |          |
| 16 | Чумак, Анатолий Фёдорович    | род. 26.05.1940         | Токарь Южного машиностроительного завода производственного объединения «Южный машиностроительный завод» научно-производственного объединения «Южное» Министерства общего машиностроения СССР, гор. Днепропетровск | 3 ст. 25.04.1975 № 31895 2 ст. 31.12.1981 № 20799 1 ст. 30.12.1990 № 858  | [ ГС 6 ] |
| 17 | Чумаков, Иван Иванович       | род. 1939               | Газосварщик машинно-тракторной мастерской Никольского ремонтно-технического предприятия Министерства сельского хозяйства и продовольствия РСФСР, Орловская область                                                | 3 ст. 14.02.1975 № 22929 2 ст. 12.03.1982 № 9580 1 ст. 14.03.1991 № 873   | [ ГС 7 ] |
| 18 | Чучкова, Надежда Дмитриевна  | род. 09.11.1928         | Овощевод совхоза «Ручьи» Всеволожского района Ленинградской области | 3 ст. 14.02.1975 № 18338 2 ст. 12.04.1979 № 3442 1 ст. 27.01.1983 № 37    | [ ГС 8 ] |
| 19 | Чушкин, Василий Николаевич   | род. 27.11.1934         | Бригадир очистной комплексно-механизированной бригады шахты имени 60-летия СССР производственного объединения «Южкузбассуголь» Министерства угольной промышленности СССР, Кемеровская область                     | 3 ст. 21.04.1975 № 83369 2 ст. 02.03.1981 № 11401 1 ст. 29.04.1986 № 257  | [ ГС 9 ] |